# Certallum thoracicum
Certallum thoracicum  (лат.) — вид жуков-усачей из подсемейства настоящих усачей. Западная Азия: Израиль, Иордания, Иран, Ирак, Сирия, Саудовская Аравия, южная Турция. Сегменты усиков, как правило, частично или полностью красные (изредка чёрные, например, у вариации C. thoracicum ab. nigripes Plavilstshikov; у сходного вида Cartallum martini Sama, 1990 усики всегда чёрные или только 3—4-е членики бурые). Пронотум с редкой пунктировкой, усики относительно короткие (у близкого вида Cartallum ebulinum (Linnaeus, 1767) пунктировка плотная, а усики относительно длиннее и с тонкими и длинными сегментами).